# Geoteknik
Geoteknik er en ingeniørvidenskab, som undersøger vekselvirkningen mellem menneskeskabte konstruktioner og deres underlag, når disse konstruktioner placeres på eller i naturens jord- eller bjergarter. Populært kan man beskrive det som videnskaben om, hvordan man stiller tunge ting på jorden, uden at de bevæger sig.
Egenskaberne for menneskeskabte konstruktioner som huse, havne, metroer eller broer kan beregnes med ganske stor præcision. De forskellige materialers egenskaber (eksempelvis beton, stål, glas og træ) er velkendte, og det er konstruktionens eller bygningens dimensioner også. Anderledes forholder det sig med egenskaberne for de naturlige materialer, de jordlag eller bjergarter, på hvilke man skal placere konstruktionen. Underlagets egenskaber må først klarlægges ved jordbundsundersøgelser. Disse omfatter blandt andet analyser af materialesammensætning og kornstørrelsesfordeling samt af spændinger og strømninger i jorden. Først da kan størrelsen og arten af konstruktionens fundamenter fastlægges. Geoteknisk rådgivning har til formål at sikre, at konstruktionens belastning af underlaget, og dettes belastning af konstruktionen, ikke medfører risiko for, at konstruktionen bevæger sig udover det tilladelige efter den er opført.
For at sikre at konstruktioner ikke vil styrte sammen, er der udviklet en række kvantitative eller semikvantitative metoder til beskrivelse af bjergartsmassers mekaniske egenskaber og bjergartskvalitet. For at beskrive disse forhold ses på egenskaber som blokkenes størrelse, antallet af sprækker, deres glathed eller forskydningsstyrke, sprækkeruheden, sprækkefyldninger, vandtrykket i sprækkerne og spændinger.
De midler, som kan tages i brug for at undgå jordbunds- og undergrundsbetingede ulykker, er talrige og omfatter blandt andet pæle- og pladefundamenter, støttemure og spunsvægge, forankringsanordninger samt tilførsel af jordmaterialer, der kan forbedre undergrundens bære- og belastningsevne.
I de fleste lande er geoteknisk rådgivning og dimensionering af fundamenter fastlagt i et regelsæt, kaldet normer, som for forskellige slags konstruktioner og forskellige typer af geologiske aflejringer angiver krav til, i hvilken grad konstruktionens underlag skal undersøges og beskrives, og, på grundlag heraf, opstiller krav til arten og omfanget af fundamenteringstiltag.

## Historie
2.000 år f.Kr. mestrede de gamle kulturer i Egypten, Mesopotamien (i det nuværende Irak), Indus-dalen (i det nuværende Pakistan) og Kina teknikker, som muliggjorde byggeri af overrislingsanlæg og store bygninger, blandt andet de egyptiske pyramider, hvor Keops-pyramiden er kendt som én af oldtidens syv underværker. Fra de efterfølgende århundreder kendes blandt andet Babylons hængende haver, et andet af oldtidens underværker, og de græske templer, blandt andet Akropolis i Athen. Den Kinesiske Mur, som i forskellige udformninger er bygget over en periode på mere end 2.000 år – fra 7. århundrede f.Kr. til 17. århundrede e. Kr. – er med sine mere end 6.200 km murværk, hovedsageligt bygget under Ming-dynastiet, et af jordklodens største bygværker.
Først i nyere tid begyndte man at interessere sig for teorien bag samspillet mellem konstruktion og underlag. Helt op til en gang i 1800-tallet byggede man udelukkende ud fra tidligere indhentede erfaringer, med større eller mindre held. I middelalderen og renæssancen opførte indbyggerne i det velhavende norditalienske Venedig således en hel by af 3- til 5-etagers bygninger, som blev funderet på lange pæle af elletræ, som blev rammet ned gennem de bløde lag under byen, til de mødte fast bund. De vanskelige funderingsforhold afspejler sig i dag fx i visse af byens kirketårne, som i tidens løb er kommet til at hælde en smule. Dette er dog intet imod det, som overgik Det skæve tårn i Pisa, som allerede under sin opførelse i 1100-tallet begyndte at hælde faretruende, fordi de bløde lag under tårnet begyndte at sætte sig.
I 1700-tallet begyndte man at opstille de første teoretiske modeller for jordtryk bag støttemure. I 1717 blev den franske ingeniør Henri Gautier (1660-1737) opmærksom på, at forskellige jordarter havde forskellig stablingsvinkel, dvs. den maksimale vinkel, som materialet kan stå med, når man laver en kegleformet bunke af det på et fladt underlag. I 1773 udviklede en anden fransk ingeniør, Charles Coulomb (1736-1806), en forbedret jordtryksteori, hvor han opstillede et brudkriterie for jord, som stadig i modificeret udgave anvendes i dag. Helt frem til midten af 1800-tallet var det franske ingeniører og forskere, som dominerede den geotekniske videnskab, fx fysikprofessoren Jean-Victor Poncelet (1788-1867), som blandt andet forbedrede Coulombs teori, indførte betegnelsen Φ for friktionsvinklen og opstillede den første bæreevneformel. I forbindelse med sit arbejde med vandforsyning til byen Dijon, herunder bygning af sandfiltre til byens springvand, opstillede den franske ingeniør Henry Darcy (1803-1858) i midten af 1850'erne Darcys lov, som gør det muligt at regne på, hvordan vand strømmer gennem jord.
I sidste halvdel af 1800-tallet begyndte britiske og tyske ingeniører for alvor at gøre videnskabelige landvindinger. Den skotske ingeniør William Rankine (1820-1872) bidrog væsentligt til forståelsen af jordtryksproblematikken, bl.a. ved i 1857 at indføre begreberne aktivt og passivt jordtryk om de to tilfælde, hvor fx jorden hhv. presser en støttemur ud og støttemuren presser jorden sammen. I årene fra 1882 udviklede den tyske ingeniør Christian Otto Mohr (1835-1918) en grafisk metode til beskrivelse af spændinger i jord, Mohrs cirkel, hvor spændingerne kan studeres i to dimensioner. Senere videreudviklede han Coulombs arbejde til dét, som i dag er kendt som Mohr-Coulombs brudkriterie. Osborne Reynolds (1842-1912) opdagede i 1885 den såkaldte dilatation, som bevirker, at jord, der udsættes for forskydningsspændinger tæt på eller i brudtilstand, ændrer rumfang: fast jord vil udvide sig, mens løs jord trækker sig sammen.
Hvor man frem til slutningen af 1800-tallet hovedsagelig havde studeret de jordmekaniske egenskaber for sand, begyndte man nu at interessere sig for lers egenskaber. Den svenske kemiker Albert Atterberg (1846-1916) indførte omkring 1908 kornstørrelsen 2 µm som øvre grænse for lerpartikler, og i 1911 opdagede han en sammenhæng mellem finkornede jordarters (lers og silts) sammensætning og opførsel ved forskellige vandindhold. Den østrigske ingeniør Arthur Casagrande (1902-1981) udviklede i 1932 en standardiseret metode til bestemmelse af de såkaldte Atterberg-grænser,:34-40  som i dag er uundværlig ved klassifikation af ler og silt.
Vandet i jorden viste sig i begyndelsen af det 20. århundrede at være af stor vigtighed for forståelsen af jordens mekaniske egenskaber, som påvist af den østrigske ingeniør og geolog Karl von Terzaghi (1883-1963) i sin banebrydende lærebog fra 1925, Erdbaumechanik, hvor han blandt andet indfører begrebet effektive spændinger. Terzaghi, som betragtes som grundlæggeren af den moderne geoteknik,:8  bidrog også med vigtige opdagelser inden for beregning af fundamenters bæreevne, og han udviklede teorien bag sammentrykning eller konsolidering af lerlag. Indtil da havde man troet, at lerlag var helt impermeable, helt uigennemtrængelige for vand, men Terzaghis arbejde viste, at lers konsolidering netop er et resultat af en meget langsom udpresning af vand fra lerets mikroskopiske porer. Sammen med kollegaen Ralph Peck (1912-2008) skrev han i 1948 en meget benyttet lærebog i jordmekanik og geoteknik.
I 1958 kombinerede Roscoe, Schofield og Wroth teorierne om jords volumenændring og konsolidering, når den udsættes for forskydningsspændinger, i en plasticitetsteori, som benytter sig af såkaldt critical state jordmekanik.
Siden 1930'erne har man udført skalaforsøg til bestemmelse af jords styrke- og deformationsegenskaber vha. centrifuger, som gør det muligt at arbejde med en kunstig høj værdi for Jordens tyngdeacceleration, sådan at ellers langvarige forsøg kan udføres på kort tid.
Med fremkomsten fra 1960'erne og frem af kraftige computere begyndte geoteknikere at anvende numerisk modellering i deres arbejde, især inden for finit-element-metoden. Hér opdeles jordprofilen fx omkring en dæmning eller under en offshore-konstruktion i et stort antal del-elementer, og metoden gør det muligt at anvende den geotekniske teori på hvert del-element og derefter summere de enkelte elementers bidrag, sådan at konstruktionens påvirkning af jordens spændingstilstand og deformation kan beregnes med stor præcision, også i tilfælde med komplekse jordbundsforhold.

### Danmark
I perioden fra 1. verdenskrig og frem til midten af det 20. århundrede gennemgik den geotekniske videnskab en rivende udvikling, hvor også danske bygningsingeniører gjorde sig bemærket:
Mikael Juul Hvorslev (1895-1989) studerede i 1930'erne hos Karl Terzaghi i Wien, hvor han tog doktorgrad på en afhandling om forstyrret lers styrkeegenskaber, i hvilken forbindelse han også udviklede en ringformet skæreboks – et emne, som også optog ham senere i karrieren. Han arbejdede i mange år i USA, først hos Terzaghi og Arthur Casagrande på Massachusetts Institute of Technology (MIT), og senere som rådgiver hos US Waterways Experiment Station.
Ellen Louise Mertz (1895-1987) tog i årene efter 1. verdenskrig en uddannelse, hvor hun kombinerede geologiske fag med dele af bygningsingeniørstudiet. Fra et studieophold i Stockholm i 1922 hjembragte hun en rapport med en række nyudviklede geotekniske undersøgelsesmetoder (og hvori udtrykket geoteknik første gang forekommer), som en svensk geoteknisk kommission havde udarbejdet vedrørende en række alvorlige skred i jernbanedæmninger. Hun ledede i årene omkring 1930 arbejdet med ingeniørgeologisk klassifikation af den plastiske ler, som den gamle Lillebæltsbro blev funderet i. Gennem sit arbejde som ingeniørgeolog i DGU, DSB og Geoteknisk Institut opnåede hun en omfattende viden om danske jordarter, som var med til at danne grundlag for egentlig jordartsklassifikation af danske jordarter.
Jørgen Brinch Hansen (1909-1969) blev i 1955 professor i geoteknik på DTU og var i 1955-69 direktør for Geoteknisk Institut. I 1950'erne udviklede han en jordtryksteori for spunsvægge, som stadig, ligesom hans bæreevneformel fra samme tid, benyttes internationalt. Hans arbejde med at opstille partialkoefficienter, en slags sikkerhedsparametre for fundamenter, blev senere indarbejdet i mange europæiske landes geotekniske normer, foruden i den nugældende Eurocode.
Helge Lundgren (1914-2011) var fra 1950 til 1955 direktør for Geoteknisk Institut og fra 1950 til 1984 professor i havnebygning og fundering på DTU. Han tog i 1964 initiativ til oprettelsen af Dansk Hydraulisk Institut og havde en ledende rolle i bygningen i 1960'erne af Hanstholm Havn. Sammen med Jørgen Brinch Hansen skrev han i 1958 den første egentlige danske lærebog i geoteknik.
Laurits Bjerrum (1919-1973) var fra dets grundlæggelse i 1951 og frem til sin død direktør for Norges geotekniske Institutt (NGI). Hér arbejdede han med bestemmelse af lers forskydningsstyrke, specielt mht. den problematiske jordart kvikler.
Niels Krebs Ovesen (1934-2005) var i 1967-87 lektor og senere professor i geoteknik ved Danmarks Ingeniørakademi (DIA) og var dernæst frem til 1999 direktør for Geoteknisk Institut. Han var i slutningen af 1960'erne medforfatter til den første moderne danske lærebog i geoteknik, og han tog i sine sidste år initiativ til en komplet revideret geoteknik-lærebog med bidrag fra en bred vifte af geotekniske undervisere. Fra 1979 var han involveret i arbejdet med at sammensætte den fælles europæiske norm for fundering, Eurocode 7.

## Geotekniske discipliner
Geoteknikere benytter sig i deres arbejde af fysik-disciplinerne jordmekanik og bjergartsmekanik, alt efter om konstruktionens underlag er jord, dvs. en løs og gravbar blanding af korn af forskellig størrelse, eller bjergart, dvs. et hærdnet, ofte krystallinsk materiale, som kun kan løsnes med en hammer. Med baggrund i jord- eller bjergartsmekanisk teori samt hydraulik og ingeniørgeologi har geoteknikerne udviklet måder til at beregne, hvorledes de enkelte fundamentselementer, som fx punkt-, stribe- eller pladefundamenter eller pæle og spunsvægge, vil vekselvirke med forskellige slags jord eller bjergarter. Begrebet fundering dækker den praktiske udformning af fundamenterne.:17 
I Danmark er bjergartsmekaniske problemstillinger først i de senere år blevet aktuelle, fx i forbindelse med københavnske metroer og optimering af olieudvindingsboringer i Nordsøen.

### Jordmekanik
Jordmateriale består af jordpartikler af forskellig slags og form, foruden vand og luft. For at forstå et sådant materiales opførsel må man både beskæftige sig med dets sammensætning, dannelse og mekaniske egenskaber.:21-24 

#### Mineraler
De fleste jordmaterialer består hovedsageligt af en kombination af de fire mineraler: kvarts, feldspat, calcit og lermineraler. Dertil kommer ofte i overfladenære jordlag større eller mindre mængder af organisk materiale, i form af nedbrudte alger eller plantemateriale, eller efterladenskaber fra smådyr som regnorme, dafnier eller amøber, foruden muslinger, snegle, fisk og andre større dyr.:22-27  Lokalt kan andre mineraler end de ovennævnte være dominerende, fx i tungsand, som består af mørke mineraler såsom mangnetit, hornblende og pyroxen. Eller jorden kan bestå af vulkansk aske eller nedbrudt tuff eller lava, som det fx er tilfældet på Færøerne eller De kanariske Øer.
Mineralkorn af kvart, feldspat og calcit vil kun i ringe grad reagere med vandet i jorden, porevandet, bortset fra at calcitkorn over tid kan blive opløst af surt porevand, såkaldt kalkudvaskning. Anderledes forholder det sig med lermineraler. Deres pladeformede krystalstruktur gør, at krystalkanterne ofte er elektrisk ladede, samtidig med at krystallerne, afhængig af forholdene i omgivelserne, kan optage eller afgive kationer og vandmolekyler.:90-94  Den elektriske ladning får de enkelte lermineralkrystaller til at tiltrække hinanden, hvilket er baggrunden bag lers kohæsion, det at ler i tør tilstand er sammenhængende, i modsætning til sand og silt, hvis korn i tør tilstand falder fra hinanden.:25-26 

#### Kornstørrelser og plasticitetsgrænser
Danske jordarter domineres mineralogisk set af kvarts, feldspat og lermineraler, hvortil kommer en række mineraler i mindre mængder, fx glimmer og calcit. Som så mange steder er det i Danmark ikke så meget jordarternes mineralogiske sammensætning, men mere deres kornstørrelsesfordeling som er af betydning inden for jordmekanikken, idet den fx har stor indflydelse på jordarternes styrke, lejringstæthed, permeabilitet og kohæsion. At jorden er kohæsiv vil sige at den kan hænge sammen af sig selv: kan man trille en tynd pølse af jorden og løfte pølsen uden den knækker, er der tale om kohæsionsjord, ellers taler man om friktionsjord. Grovkornede jordarter domineret af sten, grus og sand undersøges ved en sigteanalyse, hvor deres kornstørrelsesfordeling bestemmes ved under omrystning at lade en tørret prøve med kendt masse passere gennem en sigtekolonne, et antal sigter med aftagende maskevidde nedad, idet mængden af materiale på hver sigte sammenlignes med totalmængden. Finkornede jordarter, med indhold af ler og silt, undersøges ved en hydrometerslemning, hvor prøven opslemmes i vand i et højt cylinderformet glas. Opslemningens densitet måles nu til forskellige tidspunkter vha et hydrometer, i takt med at det opslemmede efterhånden synker til bunds i glasset. Densiteterne kan så vha Stokes' lov omregnes til vægtandele for de kornstørrelsesintervaller, som svarer til aflæsningstidspunkterne.
Resultatet af en kornstørrelsesanalyse vises i et kornkurve-diagram, som sammenhørende værdier af kornstørrelse og kumulativ vægtandel af prøven. Materialer med mange forskellige kornstørrelser, som fx moræne, giver flade kornkurver, mens materialer bestående af korn inden for et snævert størrelsesinterval, fx strandsand, giver stejle kornkurver. Ud fra kornstørrelserne svarende til 10 % og 60 % af prøven, {\displaystyle d_{10}} og {\displaystyle d_{60}}, defineres det såkaldte uensformighedstal,:29 
{\displaystyle U={\frac {d_{60}}{d_{10}}}}
som er et mål for jordens gradering, dvs. hvor mange forskellige kornstørrelser den består af. Bestemmelse af gradering er en meget benyttet metode til beskrivelse af jordens egenskaber, både mht rumvægt og permeabilitet. Stabilgrus er betegnelsen for en kunstigt fremstillet blanding, med en ganske bestemt gradering, af grus, sand og finstof. I stabilgrus vil kornstørrelserne være blandede på en sådan måde, at sand og finstof fylder porerummene mellem gruskornene ud, så at man ved indbygning, dvs. komprimering af materialet, kan opnå en stor tæthed eller rumvægt, samtidig med at materialet stadig kan gennemstrømmes af vand, fordi lerindholdet er ganske lavt.
Egenskaberne for ler- og siltjordarter er vanskelige at beskrive udelukkende vha kornkurver, og hér bruges i stedet de såkaldte Atterberg-grænser, hvoraf de vigtigste er plasticitetsgrænse og flydegrænse. Grænserne bestemmes ved standardiserede forsøg, hvor den finkornede jords mekaniske egenskaber måles ved forskellige vandindhold.

#### Jordarter og jordklassifikation
Alle jordarter består af mineralske eller organiske partikler af forskellig sammensætning, form og størrelse som er dannet ved, at partiklerne er aflejret under bestemte geologiske forhold. Det kan være lerlag bestående af mikroskopiske lermineralkorn som er aflejret i en sø eller på dybt vand i havet, løss bestående af siltkorn aflejret af vinden, sandlag dannet af en flod, eller moræne som er en blanding af mange forskellige kornstørrelser afsat af istidens gletsjere.:24-28,88,93-96  I Danmark findes også udbredte lag af uhærdnet kalk,:29  samt af organisk gytje,:113  mens man fx i egnene omkring ækvator finder den røde lateritjord, dannet ved omfattende og dyb forvitring af jordoverfladen, hvorved lermineralerne er nedbrudt til jern- og aluminiumoxider. Også i de tempererede klimabælter består de øverste jordlag af forvitrede og omdannede jordbundshorisonter.:16-20 
I naturen kan et jordmateriale være sammensat på praktisk talt uendeligt mange forskellige måder, idet to forskellige jordprøver indsamlet hvert sit sted faktisk aldrig vil være helt ens mht kornstørrelsesfordeling, sammensætninger af mineraler, indhold og art af organisk materiale osv. For at geoteknikere og entreprenører i praksis kan arbejde med jordmaterialer er der derfor udviklet klassifikationssystemer, hvor et endeligt antal klasser eller typer af jord er defineret så de tilsammen dækker den store variation i jords sammensætning.:47-49 
Det amerikanske AASHTO-system udvikledes i mellemkrigsårene i forbindelse med vejbygning, og her inddeles jorden i grupperne A1 til A8 ud fra kornstørrelser og Atterberg-grænser.:64-71 
I forbindelse med bygning af amerikanske landingsbaner under Anden Verdenskrig udviklede Arthur Casagrande USCS-systemet, som i stil med AASHTO er baseret på kornstørrelser og Atterberg-grænser, men som har et bredere anvendelsesområde.:72-76 
Både det britiske BS-system og det tyske DIN-system er til en vis grad inspireret af USCS, ligesom det danske system og det internationale ISO-system. I Danmark har man en særlig tradition for at inddrage det geologiske dannelsesmiljø i klassifikationen af jordarter,:36  sådan at man fx i stedet for USCS-systemets betegnelser SP (poorly graded SAND), SW (well graded SAND) og SC (clayey SAND) hellere taler om hhv marint sand, smeltevandssand og morænesand.
Alle vigtige klassifikationssystemer er dog enige om ved klassifikation af finkornet jord at benytte Casagrandes diagram, hvor jordens plasticitetsindeks afbildes mod flydegrænsen, så at man kan se om en aktuel ler eller silt er lav-, mellem- eller højplastisk.:38 

#### Klassifikationsparametre
Begrebet jord (engelsk: soil; tysk: Lockergestein) betegner inden for geoteknikken en blanding af mineralske partikler, som er adskilt af porer, som enten er fyldt med vand eller luft. Dette trefasesystem er vist i figuren til højre, sammen med de tilhørende betegnelser for de enkelte fasers rumfang og masse. Traditionelt har geotekniske og jordmekaniske lærebøger hovedsageligt beskæftiget sig med mættet jord, dvs. jord uden luft-fase, men tendensen går nu mod også at beskrive umættet jords egenskaber. For mættet jord kan med udgangspunkt i trefasesystemet defineres en række parametre::11-25 
{\displaystyle V_{a}}, {\displaystyle V_{w}} og {\displaystyle V_{s}} betegner hhv luftens, vandets og partiklernes rumfang; {\displaystyle V_{v}=V_{w}+V_{a}} betegner porernes rumfang, mens {\displaystyle V_{t}=V_{v}+V_{s}} betegner jordens samlede rumfang;
{\displaystyle M_{w}} og {\displaystyle M_{s}} betegner hhv vandets og partiklernes masse; {\displaystyle M_{t}=M_{w}+M_{s}} betegner jordens samlede masse;
{\displaystyle \rho _{w}} og {\displaystyle \rho _{s}} betegner hhv vandets og partiklernes densitet, idet den sidste også kaldes korndensiteten:
{\displaystyle \rho _{w}={\frac {M_{w}}{V_{w}}}} og {\displaystyle \rho _{s}={\frac {M_{s}}{V_{s}}}}
{\displaystyle \gamma _{w}} og {\displaystyle \gamma _{s}} betegner hhv vandets og partiklernes rumvægt, eller kornrumvægten; de fås ved at gange densiteterne med tyngdeaccelerationen g:
{\displaystyle \gamma _{w}=\rho _{w}g} og {\displaystyle \gamma _{s}=\rho _{s}g}
I stedet for korndensiteten anvender geoteknikere ofte den relative densitet {\displaystyle d_{s}}:
{\displaystyle d_{s}={\frac {\rho _{s}}{\rho _{w}}}={\frac {\gamma _{s}}{\gamma _{w}}}}
Ud fra de tre faser opstiller man en række nyttige parametre til klassifikation af jorden:
Densitet eller våddensitet {\displaystyle \rho } betegner jordens samlede masse pr. rumfangsenhed:
{\displaystyle \rho ={\frac {M_{s}+M_{w}}{V_{s}+V_{w}+V_{a}}}={\frac {M_{t}}{V_{t}}}}
Tørdensitet {\displaystyle \rho _{d}} betegner jordpartiklernes masse pr. rumfangsenhed:
{\displaystyle \rho _{d}={\frac {M_{s}}{V_{s}+V_{w}+V_{a}}}={\frac {M_{s}}{V_{t}}}}
Ofte anvendes i Danmark i stedet de tilsvarende rumvægte {\displaystyle \gamma } og {\displaystyle \gamma _{d}}:
{\displaystyle \gamma =\rho g} og {\displaystyle \gamma _{d}=\rho _{d}g}
Den effektive rumvægt {\displaystyle \gamma '} betegner den samlede rumvægt fraregnet vandets rumvægt:
{\displaystyle \gamma '=\gamma \ -\gamma _{w}}
Vandindholdet {\displaystyle w} er forholdet mellem vandets og jordpartiklernes masse. Det er en meget nyttig og lettilgængelig parameter, som bestemmes ved at veje en jordprøve, dernæst tørre den i en ovn, og veje den igen:
{\displaystyle w={\frac {M_{w}}{M_{s}}}}
Poretallet {\displaystyle e} er forholdet mellem porernes rumfang og jordpartiklernes rumfang:
{\displaystyle e={\frac {V_{v}}{V_{s}}}={\frac {V_{v}}{V_{t}-V_{v}}}}
Porøsiteten {\displaystyle n} som især anvendes blandt geologer og petrofysikere, er forholdet mellem porernes rumfang og jordens totale rumfang:
{\displaystyle n={\frac {V_{v}}{V_{t}}}={\frac {V_{v}}{V_{s}+V_{v}}}}
Mætningsgraden {\displaystyle S} er forholdet mellem vandets rumfang og porernes totale rumfang:
{\displaystyle S={\frac {V_{w}}{V_{v}}}}
Parametrene er indbyrdes forbundne, og blandet andet gælder::30-33 :23-24 
{\displaystyle \rho _{d}={\frac {\rho _{s}}{1+e}}}
{\displaystyle \gamma ={\frac {(d_{s}+eS)\gamma _{w}}{1+e}}}
{\displaystyle \gamma ={\frac {(1+w)S}{wd_{s}+S}}d_{s}\gamma _{w}={\frac {(1+w)}{1+e}}d_{s}\gamma _{w}}
{\displaystyle n={\frac {e}{1+e}}} og {\displaystyle e={\frac {n}{1-n}}}
{\displaystyle wd_{s}=eS}
Friktionsjord beskrives ofte vha de poretal som svarer til løseste, hhv fasteste lejring, kaldet emax og emin. emax udtrykker materialets minimale styrke og bestemmes ved ganske forsigtigt at hælde tørret prøvemateriale ned i en cylinder med kendt rumfang til den er fuld, og dernæst bestemme prøvematerialets masse. emin udtrykker materialets maksimale styrke og bestemmes ved at komprimere tørret prøvemateriale i en cylinder vha et bestemt antal slag med et faldlod med bestemt masse og faldhøjde, dvs ved tilførsel af en bestemt mængde energi, og dernæst måle den komprimerede jords masse og rumfang.:31  Den relative lejringstæthed ID er et tal mellem 0 og 1 som beskriver, hvor i poretalsintervallet mellem emin og emax en aflejring af friktionsjord med poretal e ligger, hvilket kan bruges som et mål for jordens styrke:
{\displaystyle I_{D}={\frac {e_{max}-e}{e_{max}-e_{min}}}}
I den angelsaksiske verden bruges tilsvarende betegnelsen density index, som kan variere mellem 0 og 100 %.:103 

#### Spændinger i jord
I vandmættet jord overføres belastningen, eller spændingen, fra den overliggende jord dels fra korn til korn, i kornenes kontaktpunkter, og dels af porevandet mellem kornene. Den totale spænding {\displaystyle \sigma } på en flade gennem jorden er summen af spændingen overført gennem kornene, den effektive spænding {\displaystyle \sigma '} og poretrykket {\displaystyle u}::213 
{\displaystyle \sigma =\sigma '+u}
Den effektive spænding er et helt centralt begreb inden for geoteknikken, og grundvandsspejlets beliggenhed, fx i forhold til en konstruktion eller i en skråning, bliver derfor af afgørende betydning for jordens egenskaber, idet jordens styrke under grundvandsspejlet skal korrigeres for porevandets opdrift. Indtil begyndelsen af det 20. århundrede mente man fejlagtigt, at poretrykket kun var virksomt på selve porearealet, men Karl Terzaghi viste i 1925, at poretrykket virker på hele arealet, og det er fra ham at ovenstående udtryk stammer.

#### Strømninger i jord
Under sit arbejde med at bygge sandfiltre til rensning af springvand fandt Henry Darcy en sammenhæng, kaldet Darcys lov, mellem vandføringen gennem en prøve af filtersand og vandets niveauforskel før og efter prøven, som vist til højre. Sammenhængen skrives som:203-205 
{\displaystyle Q=kA{\frac {h_{0}-h_{S}}{l}}}
hvor Q er vandføringen, A er prøvens tværsnitsareal, l dens længde, mens h0 og hS er vandspejlsniveauet eller trykniveauet hhv før og efter prøven. Konstanten k er sandets hydrauliske ledningsevne eller permeabilitetskoefficient, og formlen gælder ikke blot for cylindriske sandprøver, men generelt for al slags jord.:61-67  Normalt skrives formlen
{\displaystyle v=ki}
hvor v=Q/A er vandets strømningshastighed og i er gradienten, dvs faldet i trykniveau pr. længdeenhed.
Ude i naturen vil vandets strømning selvfølgelig ikke være endimensionel, men foregå i alle tre dimensioner, hvilket komplicerer beregningerne en hel del. For et givet jordelement gælder dog stadig, at den mængde vand som strømmer ind i elementet, er lig den mængde som strømmer ud, hvilket kan udtrykkes i denne andenordens-differentialligning, kendt som Laplaces ligning::681-682 
{\displaystyle \nabla ^{2}h={\frac {\partial ^{2}h}{\partial x^{2}}}+{\frac {\partial ^{2}h}{\partial y^{2}}}+{\frac {\partial ^{2}h}{\partial z^{2}}}=0}
Inden for jordmekanik kan man ofte nøjes med at betragte plane strømningsproblemer, dvs i to dimensioner, og østrigeren Philipp Forchheimer (1852-1933) udviklede omkring 1900 en grafisk metode, med såkaldte strømnet, til løsning af sådanne problemer, fx med strømning under dæmninger og spunsvægge.:246-258 

#### Deformationer i jord
I takt med at lag aflejres og bliver tykkere og tykkere, medfører det øgede overlejringstryk, vægten fra det nys aflejrede materiale øverst, at jorden i et bestemt niveau gradvist udsættes for større og større spændinger.:121  Herved presses porevandet ud, hvorved jordens rumfang i dette niveau bliver mindre: jorden trykkes sammen, idet jordens korn presses tættere mod hinanden, såkaldt konsolidering.:130-135  Konsolidering har især betydning ved ler-jordarter, som indeholder betydelige mængder lermineral-korn. I modsætning til sandkorn af kvarts er lermineral-korn elektrisk ladede, og foruden at tiltrække forskellige anioner omgiver de sig med en hinde af løst bundne vandmolekyler. I fastlejret sand vil de enkelte mineralkorn være i direkte kontakt med hinanden, og en spændingsforøgelse (hvad enten det er pga geologisk aflejring af nye materialer øverst eller fordi mennesker bygger en konstruktion på jorden) vil kun føre til minimal konsolidering af jorden. Anderledes i leraflejringen, hvor de enkelte lermineral-korn ikke er i direkte kontakt med hinanden, men kun gennem deres løst bundne vandhinder. Her vil den øgede belastning mindske vandhindernes tykkelse, idet det overskydende vand presses ud, hvilket medfører konsolidering.:90-94 

#### Jords styrke
Inden for jordmekanik interesserer man sig ikke så meget for jordens trækstyrke eller trykstyrke. Utilstrækkelig trækstyrke kan fx ses, når et træ knækker i en storm eller en kranwire bliver trukket itu på grund af for stor belastning. Eller når brædderne i en træpalle knækker pga en tung last; hvis også pallens hjørneklodser bliver mast sammen pga lasten, er der tale om utilstrækkelig trykstyrke. Når jord giver efter, går i brud, er der næsten altid tale om, at jorden har haft utilstrækkelig forskydningsstyrke, sådan at noget af jorden flytter sig sidelæns i forhold til den øvrige jord, som det fx ses, når jorden i et skred rutsjer eller glider ned ad en skråning, eller når sne i en lavine løsner sig fra bjergsiden.:157 
Hvis spændingen virker skråt ind på en flade, kan den opdeles i en (sammentrykkende) normalspænding {\displaystyle \sigma } vinkelret på fladen og en (forskydende) forskydningsspænding {\displaystyle \tau } langs med fladen. I en vilkårlig spændingssituation i en jordmasse vil der altid være to retninger, den største hhv mindste hovedspænding ({\displaystyle \sigma _{1}} og {\displaystyle \sigma _{3}}), hvorpå der ikke virker forskydningsspændinger, hvor altså {\displaystyle \tau =0}. Kendes disse retninger, kan jordens spændingstilstand i vilkårlig retning afbildes vha Mohrs cirkel.:159-162 :432-446 
Jordens forskydningsstyrke er et mål for, hvor store forskydningsspændinger jorden kan optage uden at blive nævneværdigt deformeret.:446-449  Vandet i jorden, porevandet, bidrager ikke til forskydningsstyrken, idet vand, i modsætning til jordens partikler, ikke kan optage forskydningsspændinger. Jordoverflader kan stå med en naturlig hældning, og bjergsider kan stå nærmest lodret, men vand vil altid indstille sig med vandret overflade. Også på et fladt ensartet underlag vil det være sådan, at hvis jorden belastes ud over sin forskydningsstyrke, fx af et tungt fundament, vil den give efter, og der vil udvikles brud, langs en oftest bueformet flade fra fundamentets ene side og ind under dette. Jorden over brudfladen, med fundament og bygning ovenpå, vil så begynde at bevæge sig.:185-186 
Coulomb opstillede i slutningen af 1700-tallet dette brudkriterie for jord,
{\displaystyle \tau =\sigma ~\tan(\phi )+c}
hvor {\displaystyle \tau } er jordens forskydningsstyrke, {\displaystyle \sigma } er normalspændingen, {\displaystyle c} er kohæsionen og {\displaystyle \phi } er friktionsvinklen. I 1880-erne videreudviklede Mohr brudkriteriet, til det som i dag er kendt som Mohr-Coulombs brudkriterie.:158 
Måling af jordens styrke på jordprøver i laboratoriet, herunder især bestemmelse af kohæsionen {\displaystyle c} og friktionsvinklen {\displaystyle \phi }, er en vigtig jordmekanisk disciplin. Allerede i slutningen af 1700-tallet benyttede Coulomb en primitiv skæreboks, et apparat hvor en jordprøve udsættes for brud langs en fastlagt flade, idet apparatets øvre del forskydes i forhold til den nedre del, hvorved prøven trækkes fra hinanden. Med en skæreboks måler man således direkte prøvens forskydningsstyrke, men får omvendt ikke kendskab til hovedspændingernes retning, foruden at det er svært at kontrollere poretrykkets indflydelse på forsøget.:458-463  I 1930-erne udviklede Casagrande derfor triaksialapparatet, hvor en cylindrisk prøve omgivet af en impermeabel, men deformerbar membran placeres i et kammer, hvor den kan udsættes for et (vandret) kammertryk svarende til {\displaystyle \sigma _{3}} og en (lodret) aksialspænding svarende til {\displaystyle \sigma _{1}}. Under et triaksialforsøg vil prøven selv kunne bestemme, i hvilken retning bruddet kommer til at ligge, foruden at poretrykket kan kontrolleres undervejs, og triaksialforsøget er i dag langt det mest udbredte styrkeforsøg.:463-468 

### Bjergartsmekanik
Begrebet bjergart (også kaldt klippe) betegner et hærdnet, krystallinsk materiale (med bjergartsnavne som fx granit, gnejs eller kalksten), som normalt er ganske velegnet til at bære endog ganske tunge konstruktioner, uden at disse udsættes for nævneværdige bevægelser. Det overvejende problem ved bjergarter er forekomsten af sprækker: flader eller planer gennem bjergarten, hvor den har åbnet sig, så kornene eller krystallerne på hver side af sprækken kun har delvis eller slet ingen kontakt med hinanden, sådan at spændinger opbygget på den ene side af en sprække (næsten) ikke kan overføres til materialet på sprækkens anden side. Sprækker forløber ofte i flere retninger, og sprækker kan efter deres dannelse være fyldt med nedknust bjergartsmateriale, eller med lerholdige forvitringsprodukter eller vand, som gør sprækkerne 'glatte', og derved yderligere nedsætter bjergartens bæreevne. Blandt bjergartsmekanikere bruges ofte Hoek-Browns brudkriterie, en empirisk metode til beregning af bjergartsmassers styrke, som både tager hensyn til bjergartsmaterialet og sprækkerne i det.

#### Karteringsmetoder
Der er udviklet et antal kvantitative eller semikvantitative metoder til beskrivelse af bjergartsmassers mekaniske egenskaber og bjergartskvalitet, hvoraf de vigtigste er:
RQD (rock quality designation) er et simpelt og meget anvendt mål for bjergartskvalitet, baseret på sprækkernes afstand i kerneprøver, udtrykt som den samlede længde af kernestykker længere end 10 cm i forhold til den samlede kernelængde.
Volumetric joint count (Jv) er beslægtet med RQD, idet det angiver antallet af sprækker som skærer et rumfang af bjergart på 1 m3:
{\displaystyle J_{v}={\frac {1}{S_{1}}}+{\frac {1}{S_{2}}}+{\frac {1}{S_{3}}}...+{\frac {1}{S_{n}}}}
hvor S1, S2, S3 til Sn er gennemsnitlig sprækkeafstand for sprækkeretningerne 1, 2, 3 til n.
Q-metoden er udviklet i Norge til brug ved anlæggelsen af tunneler, metrostationer, minegange og andre underjordiske hulrum. Metoden er egentlig beregnet til brug på nyligt frigravede tunnel- eller hulrumsvægge, men kan også bruges på kerneprøver. Ud fra seks bjergartsmekaniske parametre kan udregnes et mål for, i hvilket omfang et sådant hulrum skal sikres mod sammenstyrtning. Q-værdien er defineret som
{\displaystyle Q={\frac {RQD}{J_{n}}}\times {\frac {J_{r}}{J_{a}}}\times {\frac {J_{w}}{SRF}}}
Den første af de tre brøker beskriver blokstørrelsen (RQD er nævnt ovenfor, mens Jn er antallet af sprækkesæt), den anden brøk sprækkernes glathed eller forskydningsstyrke, dvs. evnen til at overføre spændinger mellem blokkene (Jr beskriver sprækkeruheden mens Ja beskriver sprækkefyldninger), mens den sidste brøk er udtryk for spændingstilstanden omkring den tunnel eller det hulrum, man ønsker at anlægge (Jw beskriver vandtrykket i sprækkerne mens SRF (stress reduction factor) beskriver spændingerne som funktion af blandt andet dybden under overfladen).
RMR-metoden (rock mass rating) er en lignende metode som Q-metoden, udviklet i USA i 1970-erne, som dog også medtager både bjergartens styrke og orienteringen i forhold til konstruktionen, fx en tunnel, af de dominerende sprækkeretninger.
GSI-systemet (geological strength index) er et diagram udviklet fra 1995 og frem, hvor man ud fra vurderinger af dels bjergartens struktur og sprækkethed og dels sprækkernes beskaffenhed kan aflæse en værdi for bjergartskvalitet.
CIRIA-systemet blev udviklet af britiske ingeniørgeologer fra 1980-erne og frem. Det er beregnet til bjergartsmekanisk klassifikation af skrivekridt (engelsk: chalk) som i det sydlige England hyppigt træffes ved anlægsarbejder.

### Fundering
Derfor: Enhver, som hører disse ord og handler efter dem, skal ligne en klog mand, der har bygget sit hus på klippen. Og skybruddet kom, og floderne steg, og stormene suste og ramte det hus. Men det faldt ikke, for dets grund var lagt på klippen. Men enhver, som hører disse ord og ikke handler efter dem, skal ligne en tåbe, der har bygget sit hus på sand. Og skybruddet kom, og floderne steg, og stormene suste og slog imod det hus. Og det faldt, og dets fald var stort.
Fundering, dvs. den praktiske udformning og opbygning af et bygværks fundamenter, baserer sig på geotekniske undersøgelser og beregninger. Man arbejder typisk inden for tre hovedområder af problemer, nemlig strømning, deformation og brud. Ofte er de tre områder tæt forbundne, idet fx vands strømning i jord har stor indflydelse på både deformation og brud.:17 

#### Grundvandssænkning
Ofte vil man ved byggerier være nødt til at grave jorden ud til under grundvandsspejlet, fx hvis grundvandet står tæt på jordoverfladen eller hvis konstruktionen skal have én eller flere kælderetager. Byggegruben må i så fald pumpes tør for vand mens byggeriet står på. Der opbygges derfor en hydraulisk gradient mellem byggegruben og omgivelserne, sådan at der strømmer vand til byggegruben. I uheldige tilfælde, fx når strømningen går op gennem grubens bund, kan jorden hér blive ødelagt af det indstrømmende vand, såkaldt grundbrud.:67-73  Dette sker når den effektive spænding i jorden i bunden af gruben falder til 0, fordi jordens vægt opvejes af vandets opdrift samt af den opadrettede strømkraft hidrørende fra det tilstrømmende grundvand. Jordpartiklerne holdes i så fald ikke længere sammen af tyngdekraften, men presses fra hinanden, så at jorden opfører sig som en tung væske, såkaldt kviksand. Én af måderne at undgå grundbrud er, at man i og omkring byggegruben installerer såkaldte pumpebrønde, boringer med filterrør, hvorigennem vandet kan pumpes op, så vandtrykket på byggegrubens bund mindskes.

#### Fundamenters bæreevne
Fundamenter har til formål at overføre vægten af en konstruktion til den underliggende jord på en måde så konstruktionen ikke bevæger sig. Man ønsker naturligvis at være på den sikre side mht bygningens stabilitet, men samtidig må fundamenteringen ikke blive unødvendigt bekostelig. Opgaven går altså ud på at designe så enkle eller små fundamenter som muligt, uden at sikkerheden sættes over styr. Geoteknikere har derfor gennem det meste af det 20. århundrede været optaget af dels at bestemme jordens styrke så nøjagtigt som muligt, dels at beskrive den tilstand, hvor jorden går i brud pga for stor belastning. Denne brudtilstand er nemlig den øvre grænse for jordens bæreevne, og man ønsker at designe fundamenter, så de udnytter jordens potentiale så godt som muligt.:17-20 
Ligesom i al anden jord skal også jorden i brudzoner overholde de fysiske love. Mens fx beton går i små stykker, når det udsættes for brud, vil jord i stedet blive plastisk, idet jordpartiklerne begynder at bevæge sig i forhold til hinanden, sådan at jorden på den ene side af brudzonen flyttes i forhold til jorden på den anden side. I homogen jord vil brudzoner, eller brudfigurer, normalt være enten lineære, cirkulære eller formet som en logaritmisk spiral. I visse tilfælde vil jorden i brudzonen udvide sig, dilatere, i andre vil den trække sig sammen, konsolidere, men også brud uden volumenændringer forekommer. Brudzoner skal derfor opfylde en række betingelser, fx mht ligevægt og spændinger (statiske betingelser) og bevægelser og deformationer (kinematiske betingelser). Desuden skelner man mellem drænet brud, hvor porevandet frit kan bevæge sig ind og ud af brudzonen, og udrænet brud, hvor porevandet pga lav permeabilitet er spærret inde i brudzonen.:185-188 
En komplet beskrivelse af de fysiske og jordmekaniske forhold i en brudzone, selv når bruddet finder sted i homogene, tykke lag, har vist sig at være ganske kompleks. Den tyske ingeniør Ludwig Prandtl (1875-1953), som ellers er mest kendt for sine matematiske analyser inden for aerodynamik, arbejdede omkring 1920 med problemet. Inspireret af Prandtls arbejde, og ud fra empiriske undersøgelser af mange forskellige typer af jordprofiler og brudfigurer udviklede Karl Terzaghi i 1943 et tilnærmet udtryk for jords bæreevne, som i dag i modificerede udgaver bruges næsten overalt i verden. Jørgen Brinch Hansen præsenterede i 1950-erne en modificeret udgave af Terzaghis bæreevneformel, som i dag anvendes mange steder i verden. Ved stribefundamenter med bredden b anvendes i Danmark hovedsageligt denne formel:195 
{\displaystyle R=R_{\gamma }+R_{q}+R_{c}={\frac {1}{2}}\gamma b^{2}N_{\gamma }+qbN_{q}+cbN_{c}}
som dels bygger på Prandtls arbejde, dels på arbejde af Meyerhof og Lundgren og Mortensen. I formlen udtrykker det første led jordens vægt under fundamentet, andet led den såkaldte overfladelast, dvs vægten af jorden ved siden af fundamentet, mens sidste led betegner jordens kohæsion. De tre forskellige N-parametre er såkaldte bæreevnefaktorer, som kun afhænger af jordens friktionsvinkel::224 
{\displaystyle N_{\gamma }={\frac {((N_{q}-1)\cos \phi )^{\frac {3}{2}}}{4}}}
{\displaystyle N_{q}={\frac {1+\sin \phi }{1-\sin \phi }}e^{\pi \tan \phi }}
{\displaystyle N_{c}={\frac {N_{q}-1}{\tan \phi }}}

#### Fundamenters sætninger
Når man opfører en konstruktion på jordlag, vil konstruktionen altid straks sætte sig lidt, altså synke lidt ned i jorden, såkaldt initialsætning {\displaystyle \delta _{i}}, idet den nye belastning fører til forskydningsdeformationer af underlaget samtidig med, at der opbygges et poreovertryk i jorden.:285  Det videre sætningsforløb er meget afhængigt af, om jorden er sand eller ler. Sandlag er så permeable, at et poreovertryk vil få overskydende porevand til straks at dræne væk, så poretrykket bliver udlignet.:286  Sætninger i sandlag er derfor oftest overstået på minutter eller timer, i takt med at konstruktionen bygges. Konstruktioner på lerlag har et meget længere sætningsforløb, fordi lerens lave permeabilitet gør, at porevand kun strømmer langsomt bort fra området med poreovertryk. Dette kan vare flere år, eller endda årtier, og i den tid vil kornskelettet langsomt presses sammen af den nye belastning, såkaldt konsolideringssætning {\displaystyle \delta _{c}}, samtidig med at porevand drænes bort. Selv når poretrykket efter konsolideringssætningernes afslutning er faldet til sit oprindelige niveau, vil kornskelettet pga den nye belastning i hele konstruktionens levetid vedblive med at blive presset en lille smule sammen, såkaldt krybesætning {\displaystyle \delta _{s}}. En konstruktions totale sætning {\displaystyle \delta _{t}} er derfor summen af tre led::247-249 
{\displaystyle \delta _{t}=\delta _{i}+\delta _{c}+\delta _{s}}
I unge geologiske lag med stor udstrækning vil konsolideringen, eller sammentrykningen, af fx et vandholdigt lerlag kun foregå i lodret retning. Anderledes forholder det sig med fundamenter, som i sagens natur altid har begrænset udstrækning, for her vil sætningerne både foregå i lodrette og vandrette retninger under og ved siden af fundamentet. Teorien bag denne trykspredning under et fundament blev først behandlet i 1880'erne af den franske fysiker Joseph Boussinesq (1842-1929), og det er stadig hans arbejde, som ligger til grund for moderne sætningsberegninger.:249-253 

#### Fundamentstyper
Fundamenter bygges normalt af beton, som enten hældes direkte ned i et hul eller en rende gravet i jorden, eller fyldes i en form opbygget af forskallingsbrædder. Ofte vil man armere betonen, ved at lægge armeringsjern, dvs lange ru stænger af jern eller stål, ned i betonen. Armeringsjernene forøger betonens trækstyrke væsentligt, sådan at forskelle i jordens styrke under fundamentet ikke fører til at fundamentet knækker. Ståls høje trækstyrke udnyttes endvidere ved konstruktioner med spunsvægge og ankre. Fundamenter kan udformes på en række forskellige måder.

##### Punktfundamenter
Mange moderne bygninger bæres af søjler, hvis last føres ned til jorden via rektangulære eller cirkelformede punktfundamenter.

##### Stribefundamenter
På steder med bæredygtige lag tæt under jordoverfladen er dette den konventionelle funderingsform for almindeligt småt byggeri, som fx parcelhuse. En typisk 30–40 cm bred rende graves under husets kommende ydermure ned til en dybde dybere end (meget) hård frost kan nå, så frosthævninger undgås, og renden fyldes med beton. Også større etage-ejendomme er ofte funderet på denne måde.

##### Pladefundamenter
Ved denne fundamentstype, som ikke er så udbredt i Danmark, men benyttes mange andre steder, frigraves hele byggefeltet til en vis dybde, hvorefter der støbes en plade af armeret beton, som den kommende bygning herefter kan opføres ovenpå.

##### Pæle
Hvis jorden tæt under jordoverfladen har tilstrækkelig bæreevne, vil man normalt benytte direkte fundering, hvor det er konstruktionens underside, i form af enten stribe-, punkt- eller pladefundamenter, som udgør fundamentet, og som overfører konstruktionens vægt eller last til underlaget. Hvis det er besværligt eller umuligt at sænke grundvandsstanden, eller jorden ikke har tilstrækkelig bæreevne, fx ved bløde organiske lag i en mose eller opfyldt jord i et havneområde, må man benytte pælefundering, også kaldet pilotering, hvorved konstruktionens last føres ned til lag med tilstrækkelig bæreevne. Dette gøres normalt vha rammede pæle, enten armerede betonpæle eller stålrør, som rammes ned vha en rambuk, eller borede pæle, hvor man i borehullet udstøber armeret beton.

##### Støttemure
Det vil altid være økonomisk mest fordelagtigt at opbygge terrænforskelle som frie skråninger opbygget af jord, men på steder hvor det af pladshensyn er nødvendigt med spring i terrænoverfladens højde, fx ved dæmninger, viadukter, banegrave, havnekajer o.l., vil man ofte benytte en form for støttemur til at holde den højereliggende jord på plads. Evt kan en terrænforskel opbygges som en kombination af fri skråning og støttemur, hvor støttemuren har til opgave at stabilisere skråningsfoden.:293  (Dette videoklip fra en motorvejsstrækning mellem Eskoriatza og Vitoria i Spanien viser en støttemur som kollapser, fordi trykket fra den overliggende jord overstiger støttemurens bæreevne; dette videoklip fra Istanbul i Tyrkiet viser, hvordan en høj støttemur i en byggegrube svigter og kollapser.) En gravitationsmur virker vha sin egenvægt, mens en pælevæg er ført så langt ned i jorden, at jordtrykket holder den på plads, hvis den vel at mærke er stiv nok. En vinkelstøttemur er forsynet med en fod som gør den svær at vælte, mens en forankret væg holdes på plads af ankre fastgjort i den bagvedliggende jord.

##### Spunsvægge
På steder hvor man har brug for udgravninger eller opfyldninger, men ikke har plads eller mulighed for at benytte skråninger, fx veje eller jernbaner tæt på andet byggeri, eller havnekajer, hvor terrænspringet nødvendigvis må være lodret, vil man ofte installere spunsvægge, dvs vægge bestående af lange stålprofiler, som rammes eller vibreres ned i jorden ved siden af hinanden, så hvert profil griber fat i naboprofilet. Hvis en spunsvæg forankres, kan den bruges til at opbygge ganske store terrænforskelle. Spunsvægge er meget benyttede ved etablering af byggegruber, og design af sådanne vægge hører blandt geoteknikeres vigtigste arbejdsområder.

##### Ankre
Konstruktioner, som er placeret helt eller delvist under grundvandsspejlet, fx parkeringskældre eller tunneler, kan være udsat for så høje opdriftskræfter fra vandet, at der kan være fare for, de løfter sig. På trods af konstruktionens ofte store egenvægt kan det derfor være nødvendigt at fastgøre den til underlaget vha ankre, dvs lange stålstænger som føres gennem konstruktionens bund og støbes fast i passende dybde under konstruktionen. Ankre benyttes også, hvis støttemure og spunsvægge er i fare for at blive deformeret pga jordtryk.

#### Indbygning og komprimering
For det meste funderes bygværker på intakte jordlag, men ofte må man opbygge et underlag for fundamenterne med jordmaterialer tilført andetsteds fra. Dette er fx tilfældet ved dæmninger eller viadukter, hvor veje eller jernbaner eller andet skal føres over andre veje eller jernbaner, foruden opfyldninger i havneområder og lignende, men også på steder, hvor bundforholdene er så dårlige, at jorden må skiftes ud og erstattes med andre og mere velegnede materialer. Især i udlandet bruger man desuden at forbedre egenskaberne for jorden under fundamenterne vha kemisk stabilisering, især ved iblanding af kalk eller cement. I Danmark har man siden 1970-erne brugt megen af den flyveaske, som dannes som affaldsprodukt ved kraftværkernes kulforbrænding, til stabilisering af jordmaterialer.
Når man havde brug for at tilføre materialer som fundamentsunderlag var det frem til første halvdel af 1900-tallet almindeligt blot at læsse eller tippe jorden af til ønsket højde, og så bygge herpå. Dette var fx ofte tilfældet i Danmark, når jernbanelinjer skulle føres gennem moser og tilgroede søer. Fra søbredden og ud langs jernbanens linjeføring blev der fyldt op med jord, til jorden nåede op over vandspejlet, og på denne uregelmæssigt formede dæmning anlagdes jernbanen. Mange steder i verden førte lignende anlægsmetoder ofte til sætningsskader eller ligefrem brud i jorden, og der opstod derfor behov for procedurer for en mere hensigtsmæssig indbygning af jordmaterialerne, så deres bæreevne blev tilstrækkelig god. Der blev dels udviklet entreprenørudstyr såsom tromler og vibratorer, og man gjorde mere ud af vha grundvandssænkning at tørlægge området hvor der skulle indbygges, sådan at den udlagte jord bedre kunne komprimeres.
Grovkornede friktionsmaterialer som sand og grus er forholdsvis nemme at indbygge, men i mange egne er man henvist til at bruge lerfyld, hvis indbygning er mere vanskelig. I 1930-erne udviklede den amerikanske bygningsingeniør R.R. Proctor (1894-1962) under sin ansættelse hos Los Angeles Bureau of Water Works and Supply et kompaktionsforsøg, som er opkaldt efter ham, proctorforsøget. Her indstampes en lerprøve vha en bestemt energi (et bestemt antal slag med en faldhammer med standardiseret masse og faldhøjde) i en stålcylinder, så at prøvens tæthed eller densitet kan bestemmes, med tilhørende vandindhold. Forsøget gentages nu ved forskellige vandindhold, og når for de forskellige forsøg tæthed afbildes mod vandindhold, viser kurven et toppunkt, det optimale vandindhold.:111-117  Hvis jorden indbygges ved dette vandindhold, vil hverken senere udtørring eller opblødning af jorden kunne ændre dens tæthed, i modsætning til hvis jorden indbygges enten for tørt eller for vådt, og sætninger kan undgås.
Når tætheden af indbyggede materialer skal bestemmes, benyttedes mange steder tidligere den såkaldte sandefterfyldningsmetode. Her udvælges en plan flade af indbygget materiale, hvorfra opgraves en prøve som vejes. Hullet fyldes herefter op med enskornet tørt sand med kendt rumvægt fra en beholder med en kendt mængde sand. Ud fra massen af det tilbageværende sand i beholderen kan rumfanget af den oprindeligt opgravede prøve bestemmes, og hermed kan tætheden også bestemmes. Denne besværlige metode er i dag afløst af målinger vha gamma-densometre, som udsender en kendt mængde gammastråling ned i jorden, hvorfra den, afhængig af tætheden, tilbagekastes til en detektor.

#### Normer
I de fleste lande er geoteknisk rådgivning og dimensionering af fundamenter underlagt et regelsæt, en såkaldt norm, som for forskellige slags konstruktioner og forskellige typer af geologiske aflejringer dels angiver krav til, i hvilken grad konstruktionens underlag skal undersøges og beskrives, og dels, ud fra underlagets beskaffenhed, angiver krav til arten og omfanget af fundamentering.
I Danmark vedtog byggebrancen i 1965 en Norm for Fundering, DS 415, som afløste en foreløbig norm-udgave fra 1952. I 2009 blev DS 415 afløst af den fælleseuropæiske geotekniknorm Eurocode 7. For de fleste mindre konstruktioners vedkommende kan man dimensionere fundamenterne ud fra anvisninger i geotekniknormen, eller den særlige SBI-anvisning om samme emne. Ved større konstruktioner, eller konstruktioner på steder med vanskelige bundforhold, må man med baggrund i den geotekniske teori, men stadig inden for normens rammer, lave særskilte beregninger, som tager højde for netop denne konstruktions udformning på netop dette sted.
En norm vil næsten altid være skrevet på grundlag af de både teoretiske og praktiske erfaringer, man inden for normens fagområde gennem tiden har gjort sig. Et lands forskellige institutioner og firmaer vil typisk oprindeligt have fulgt deres egne regelsæt, og nationalt normarbejde går ud på at samle alle disse regelsæt og erfaringer i ét dokument, som alle der i dette land arbejder med en bestemt slags aktiviteter kan være enige om at følge. Pga forskelle i geologiske og klimatiske forhold, byggepraksis og materialevalg, foruden retslige forhold mm er man rundt om i Europa traditionelt gået ganske forskelligt til værks mht fundamentsdimensionering og geotekniske beregninger. Der er derfor gennemført et ganske omfattende arbejde for at samordne de forskellige landes nationale normer i den fælleseuropæiske Eurocode 7. Der arbejdes til stadighed på at revidere og præcisere denne norm, så de nyeste erfaringer og forskningsresultater bliver indarbejdet.

##### Funderingsklasser i DS 415
For at lette det praktiske arbejde med fundamentsdimensionering opererede man i den danske funderingsnorm med tre forskellige funderingsklasser, nemlig lempet, normal og skærpet funderingsklasse.
I lempet funderingsklasse kunne behandles små og simple konstruktioner, som kunne funderes ud fra erfaringsregler uden noget egentligt geoteknisk dimensioneringsgrundlag, som fx enfamiliehuse, lavt bolig- eller erhvervsbyggeri og master til køreledninger og trafikskilte. Dog var det en forudsætning, at der ikke skulle udgraves under grundvandsspejlet og at byggeriet ikke indebar risiko for beskadigelse af nabobygninger, kloak- og forsyningsledninger og offentlige trafikarealer m.m. Desuden skulle jordbundsforholdene være gode og ukomplicerede, normalt forstået som "faste, senglaciale eller ældre aflejringer".
Hvis ikke de ovennævnte krav kunne opfyldes, skulle byggeriet behandles i normal funderingsklasse, hvilket indebar udførelse af egentlige geotekniske undersøgelser på byggegrunden.
Ved store, usædvanlige eller risikobehæftede konstruktioner og usædvanlige jordbundsforhold skulle man benytte skærpet funderingsklasse. Dette gjaldt fx store bro- og tunnelbyggerier, det vil sige teknisk komplicerede konstruktioner eller konstruktioner, hvor der stilles særlige krav til sikkerheden, foruden byggerier i tertiært plastisk ler, som både er problematisk med hensyn til bæreevne, stabilitet og sætninger.

##### Geotekniske kategorier i Eurocode 7
Tilsvarende klasser, henholdsvis kaldet geoteknisk kategori 1, 2 og 3, findes i den nugældende Eurocode-norm, idet denne naturligvis også tager hensyn til ikke-danske forhold, såsom seismisk aktivitet og vedvarende jordbevægelser, fx forkastningszoner.

## Uddannelse
Status pr. november 2019:

### Danmark
I Danmark udbydes geoteknisk uddannelse tre steder:
- Grundlæggende geoteknik, kursus ved Institut for Ingeniørvidenskab, Aarhus Universitet [120]
- Ingeniørgeologi og geoteknik], kursus ved Aalborg Universitet[121]
- Danmarks Tekniske Universitet, Lyngby

### Sverige
I Sverige skelnes inden for geoteknisk arbejde mellem stillingsbetegnelserne projektör og civilingenjör. Uddannelser udbydes blandt andet på Uppsala Universitet:
- Geoteknik och byggnadsgeologi Arkiveret 17. februar 2022 hos  Wayback Machine, kursus på Uppsala Universitet
- Geoteknik, forskning og undervisning på Luleå Tekniska Universitet

### Norge
I Norge uddannes geoteknikere i Trondheim, men i Oslo udbydes også geotekniske fag:
- Geoteknikk, uddannelse på Institutt for Bygg- og Miljøteknikk, NTNU, Trondheim
- Geofag Arkiveret 26. oktober 2019 hos  Wayback Machine på Universitetet i Oslo

### Udenlandsk
- Karl Terzaghi (1925): Erdbaumechanik auf bodenphysikalischer Grundlage. F. Deuticke, Leipzig - Wien, 399 sider
- K. A. Redlich, K. Terzaghi & R. Kampe (1929): Ingenieurgeologie. Wien, Springer, 708 sider
- Karl Terzaghi (1943): Theoretical Soil Mechanics, 505 sider, John Wiley & Sons, New York
- Karl Terzaghi og Ralph B. Peck (1948): Soil Mechanics in Engineering Practice. Wiley, 729 sider. (2. udgave 1967, med Library of Congress Catalog Card Number 67-17356; 3. udgave med Gholamreza Mesri som medforfatter 1996, ISBN 0-471-08658-4)
- Lambe, T.W. og R.V. Whitman (1969): Soil Mechanics. John Wiley & Sons, New York
- P. B. Attewell‪ og I. W. Farmer‬ (1976): Principles of Engineering Geology‬, Chapman and Hall, 1045 sider, ISBN 0-412-11400-3
- Robert D. Holtz og William D. Kovacs (1981): An introduction to geotechnical engineering. Prentice-Hall, 733 sider, ISBN 0-13-484394-0
- Braja M. Das (2010): Principles of Geotechnical Engineering, Cengage Learning, 7. udgave, 666 sider
- Paul Marinos and Evert Hoek (2012): GSI: a geologically friendly tool for rock mass strength estimation (PDF)
- Briaud, Jean-Louis  (2013): Geotechnical Engineering: Unsaturated and Saturated Soils. Wiley, 998 sider, ISBN 978-0-470-94856-9

### Dansk
- H. Lundgren og J. Brinch Hansen (1958): Geoteknik. Teknisk Forlag, 287 sider
- Hansen, J. Brinch (1970): A revised and extended Formula for Bearing Capacity. Geoteknisk Institut Bulletin nr. 28
- Werner Bai (1993): Lærebog i geoteknik, Bind 1. Laboratoriet for Geoteknik, Ingeniørhøjskolen, Horsens Teknikum, 208 sider, ISBN 87-7758-249-7
- Werner Bai (1994): Lærebog i geoteknik, Bind 2. Laboratoriet for Geoteknik, Ingeniørhøjskolen, Horsens Teknikum, 266 sider, ISBN 87-7758-269-1
- G. Larsen, J. Frederiksen, A. Villumsen, J. Fredericia, P. Gravesen, N. Foged, B. Knudsen og J. Baumann (1995): Vejledning i Ingeniørgeologisk prøvebeskrivelse, Dansk geoteknisk Forening Bulletin 1, 135 s.
- Jens Galsgaard (1998): Indføring i Sedimentgeologi, Dansk geoteknisk Forening, Bulletin 12, 154 sider, ISBN 87-89833-06-6.
- Bent Hansen (2001): Advanced theoretical Soil Mechanics, Dansk geoteknisk Forening, Bulletin 20, 541 sider
- Werner Bai, Per Bjerregaard Hansen og Carsten S. Sørensen (red.) (2005): Funderingshåndbogen. Dansk geoteknisk Forening Bulletin 18, 180 sider
- Niels Krebs Ovesen, Leif D. Fuglsang og Gunnar Bagge (red.) (2006): Lærebog i Geoteknik. Polyteknisk Forlag, 415 sider, ISBN 978-87-502-1042-9
- Erik Steen Pedersen (red.)(2011): Fundering af mindre bygninger. SBI-anvisning 231, Statens Byggeforskningsinstitut og Aalborg Universitet, 162 sider, ISBN 978-87-563-1541-8
- Anlægsteknikforeningen i Danmark (2011): Anlægsteknik 1 – Materiel og udførelsesmetoder, Polyteknisk Forlag, 3. udgave, 675 sider, ISBN 978-87-502-1020-7